# 適者生存

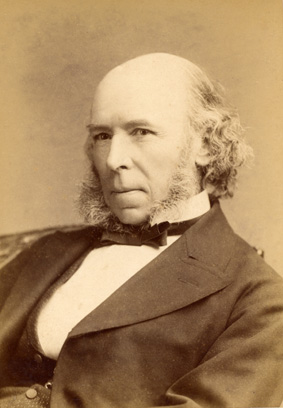
"survival of the fittest"という表現を造ったハーバート・スペンサー

適者生存（てきしゃせいぞん）あるいは最適者生存（さいてきしゃせいぞん、英: survival of the fittest）とは、ハーバート・スペンサーが1864年に『Principles of Biology』で発案した造語・概念、およびその影響をうけたチャールズ・ダーウィンの概念。ポピュラーな用語、「進化」と共に「適者生存 (survival of the fittest) 」という言葉は、ダーウィンではなく社会進化論のスペンサーの造語である。

## 概要
もともと社会進化論の提唱者である哲学者のハーバート・スペンサーが1864年に『Principles of Biology』で発案した造語・概念であり、当時から広く知られ様々な人に影響を与えた。
この考え方を知ったチャールズ・ダーウィンは『種の起源』の第5版（1869年）で採り入れた。
ダーウィンの進化論においては、個々に"struggle for existence"に努める生物の個体のうち、最も環境に適した形質をもつ個体が生存の機会を保障される、と表現された。
その後、支持者によって「生物に変化をもたらすメカニズムを的確に表現する」と見なされ、普及した。ただし比喩的表現であって科学的な用語ではなく、生物学でこのメカニズムに対して用いられる語は「自然選択」である。
種内のある個体の遺伝しうる形質が最も環境に適しているなら、その個体より増えた子孫は、その種の中で、より増え広がる確率が高くなる。結果的に現在生存している種は、環境に適応し増え広がることの出来た「最適者」の子孫ということになる。
時に「適者＝強者」と解されたり、中国の韓愈の言葉である「弱肉強食」と言い換えられることもあるが、環境にもっとも適応した結果の適者という理論のため、「強い・弱い」といった価値尺度は意味がないことになる。捕食者が「強」で被捕食者が「弱」であるという解釈も成り立たない。この種の議論は古代ギリシャの著述家プラトンの手による『ゴルギアス』中のカリクレスの有名な弱肉強食説に対するソクラテスの反論などに見える。つまるところ、「弱肉強食」を「自然の掟」と見なすような素朴な自然観は、そもそもダーウィンの学説を持ち出す必要すらない。ダーウィンはスペンサーの考察力を評価しつつ、「彼が自然の観察により注意を払ってくれたなら」という趣旨のことを書簡で書いている。
「適者生存」における「適者」とは、この造語の発明者であるスペンサーにおいては個体の生存闘争の結果であるのに対し、ダーウィンの自然選択説では個体それぞれに生まれつき定められている適応力に重点が置かれる。これは、進歩的社会思想と進化論を同一次元で考えたスペンサーが進化の原動力を個人の意識的な努力に求めたがったのに対し、ダーウィンの自然選択説は本質的に決定論的であり、個体それぞれの生存闘争は確率論的な地平に取り込まれるべき理論であることを意味する。
小泉首相の発言やテレビCMなどでダーウィンのものであるとして「強い者が生き延びたのではない。変化に適応したものが生き延びたのだ。」という言葉が流布されるようになったが、これはダーウィンの言葉ではないとされている。

## 対立見解・批判
運者生存
現代の生物学では、適者生存とは異なった概念も提示されている。「適者が生存している」と見るのではなく、「運の良い者が生き残る」と見ることを運者生存（うんじゃせいぞん）という。自然選択が直接働く対象である生物個体を観察すれば、確かに生き残れるかどうかは運の影響が大きい。
分子進化の中立説
分子進化の中立説によれば、多くの変異は自然選択にはかからないもの（生存に有利でも不利でもない）なので、それがグループ内に広まるかどうかは多分に運に左右される。この意味での運者生存は、自然選択を否定するための議論とは異なるものである。広まった中立的な遺伝子が前適応の土台となる可能性が考えられている。
創造論
創造論者などは進化論への反論として「生き残った物が適者であり、適者が生き残る」と言う主張は循環論（あるいは同語反復、トートロジー）であり科学ではない、と主張する。